# Амімітль
Амімітль (науатль Amimitl, дос. «водяна стріла, риб'ячий спис») — в ацтекській міфології бог озер і рибалок, який заспокоював шторми і таким чином захищав рибалок.
Амімітлю особливо поклонялися на острові в озері Чалько, Куїтлауак (сучасний Тлауак). Цей бог рибальства висловлював своє невдоволення хворобами водної або гідрологічної природи. Мексиканський єзуїт Клавіхеро (або Клавіґеро) ототожнює його з Опочтлі, богом ремісників і рибалок, що ловлять рибу сітками.

## Гімн до Амімітля
| Оригінал | Переклад |
| --- | --- |
| 1. Cotiuana, cotiuana, cali totoch maca huiya yyalimanico, oquixanimanico, tlacochcalico, oua, yya yya, matonicaya, matonicalico, oua yya yo, çana, çana, ayoueca niuia, çana canoya, ueca niuia, yya, yya, yyeuaya, çana, çana, yeueua niuia. 2. Ye necuiliyaya, niuaya, niuaya, niuaya, ay ca nauh niuahuaya, niuaya, niuaya, ay ca nauh. 3. Tlaixtotoca ye ca nauhtzini, tlaixtotoca ye ca nauhtzini, ayoaya, yoaya, ye ca nauhtzini. 4. Aueya itzipana nomauilia, aueya itzipana nomauilia, aueya itzipana nomauilia. | 1. З'єднайте руки в домі, візьміться за руки, візьміться за руки, нехай вони розійдуться, нехай вони розійдуться в залі стріл. З'єднайте руки, з'єднайте руки в домі, для цього, для цього я прийшов, прийшов я. 2. Так, я прийшов, привівши з собою чотирьох, так, я прийшов, четверо зі мною. 3. Чотирьох вельможих, ретельно відібраних, чотирьох вельможих, ретельно відібраних, так, чотирьох вельможих. 4. Вони особисто з'являються перед його лицем, вони особисто з'являються перед його лицем, вони особисто з'являються перед його лицем. |
| Gloss. In amimitl icuic yuh mitoa in ueli chichimeca cuic amo uel caquizti in quein quitoa in tonauatlatol ypa. | |

Чотири вельможі, згадані в третьому і четвертому куплетах, можуть стосуватися так званих «чотирьох аврор» у мексиканських священних танцях — чотирьох акторів, кожен з яких одягнений у різний колір: білий, зелений жовтий і червоний. 
У короткій довідці до цього гімну зазначено, що він має давнє чичимецьке походження і що його неможливо передати мовою науатль, втім очевидно, що це танцювальна пісня.